# Падение Германской Микронезии
Падение Германской Микронезии — захват японскими силами германских колониальных владений в северной части Тихого океана на начальном этапе Первой мировой войны.

## Предыстория
Германская империя получила свои тихоокеанские колонии во второй половине XIX века: в 1886 году была образована Германская Новая Гвинея (к которой в 1888 году был присоединён остров Науру, а в 1899 году — в соответствии с германо-испанским договором — Каролинские острова, Марианские острова и Архипелаг Палау), а в 1900 году — Германское Самоа.
Японский интерес к данным островам восходит к 1870-м годам, когда коммерческие интересы Японии впервые стали развиваться в Микронезии. Японский военно-морской флот, который стремился улучшить свое положение по сравнению с армией, также поощрял данный интерес. Империалистические амбиции Японии были сосредоточены на материковой части Восточной Азии, Корее, Маньчжурии и Китае. Но к концу 1880-х годов в Японии возникла волна энтузиазма по поводу экспансии в Тихий океан, а в 1884 году японский флаг на короткое время развевался над небольшим атоллом на Маршалловых островах. Эта «лихорадка Южных морей» была временным явлением, но экспансия на юг всегда существовала как альтернатива экспансии на север.
Японское желание овладеть островами впервые публично озвучили журналисты и писатели, находившиеся в учебных походах на военно-морском флоте, который тогда еще находился в стадии становления. Ознакомившись с местностью на собственном опыте, они позже решительно писали о необходимости территориальной экспансии в Тихий океан, считая, что там ещё есть острова, на которые ещё не претендуют западные державы. В то же время небольшие японские фирмы смогли монополизировать торговлю на Марианских островах и западной половине Каролинских островов с конца 1890-х годов, несмотря на временные неудачи из-за попыток Германии сделать то же самое. При финансовой поддержке японского правительства японцы с 1890 года вели торговлю в западной Микронезии. Крупнейшее японское предприятие на островах, «Nan’yo Boeki», было изгнано из немецкого протектората в 1901 году за торговлю оружием с жителями острова Трук. Но с 1907 года оно снова получило лицензии на Палау и Понапе.
Контроль над Микронезией был стратегически важным для японцев. Уже в 1907 году Япония определила Соединенные Штаты Америки как наиболее вероятного противника японского флота. К 1912 году американские планировщики, со своей стороны, предвидели японское нападение на американские базы на Филиппинах с последующим военно-морским сражением в Тихом океане. При таком сценарии контроль над данными островами вдоль морского пути между военными базами США на Филиппинах и Гуаме имел большое стратегическое значение, особенно после открытия Панамского канала 15 августа 1914 года, когда японские опасения по поводу доминирования США в Тихом океане усилились.

## Население
К 1911 году в Германской Микронезии проживало около 15 400 туземцев и 459 европейцев (из которых только 259 человек являлись подданными Германской империи). Вооружённых сил там не было, лишь в ряде пунктов существовали угольные станции, а на острове Яп располагалась крупная радиоретрансляционная станция. В начале 1913 года на Западных Каролинах, Марианских островах и Палау насчитывалось 73 японца. Однако малочисленность японцев никак не отражалась на их влиянии на торговлю в Западной Микронезии, а на некоторых островах японцы практически имели монополию в торговле. Благодаря информации от японских торговцев Япония знала, что эффективной военной защиты со стороны Германии не будет.
В отличие от немецкой Африки, где начало войны усилило региональную напряженность между местным населением и немцами, в «немецком» Тихом океане известие о войне между европейцами не вызвало восстания против немецкого правления. Немцы в Тихом океане были абсолютно беззащитны, и их было так мало, что их выживание полностью зависело от лояльности местного населения. Но зачастую именно коренное население первым предупреждало немцев о готовящемся нападении врагов Германии в войне, оно даже стало выплачивать неуплаченные налоги. Более того, произошло несколько вспышек ненависти к японцам, например, коренное население островов Палау, после объявления Японией войны Германии, выместило свой гнев на японских торговцах, которые полностью доминировали в торговле с палауанцами. Несколько палауанцев попросили у начальника станции официального разрешения сбросить в море японцев, проживающих на Палау.

## Японская оккупация Микронезии

### Уход немецкой эскадры
На момент начала Первой мировой войны у острова Понапе стояли германские броненосные крейсера «Шарнхорст» и «Гнейзенау» из состава Германской Восточно-Азиатской крейсерской эскадры. 6 августа к ним присоединился прибывший из Гонолулу лёгкий крейсер «Нюрнберг». 11 августа германская эскадра перешла к острову Паган. 12 августа к ней присоединился лёгкий крейсер «Эмден», а 13 августа — пришедшие из Циндао вспомогательные крейсера «Принц Эйтель Фридрих» и «Корморан». Сразу после этого основные силы эскадры направились к берегам Чили, а «Эмден» был направлен в Индийский океан. «Принц Эйтель Фридрих» и «Корморан» ещё некоторое время находились в Микронезии, пока 30 августа не получили приказ идти к берегам Австралии.

### Японский флот оккупирует острова
23 августа 1914 года Японская империя объявила войну Германии. В то время как японская армия все еще готовилась к своему первому сражению с немецкими войсками, военно-морской флот разработал план, состоящий из двух частей: найти и уничтожить немецкую Восточно-Азиатскую эскадру и взять под контроль острова Тихого океана, принадлежащие Германии. Однако осенью 1914 года основные силы Восточно-Азиатской эскадры были уже вне досягаемости, они действовали в восточной части Тихого океана и готовились к прорыву через мыс Горн в Атлантику. В августе и сентябре 1914 года японский флот оперативно создал два отряда для операций в южной части Тихого океана. В середине сентября Первая и Вторая эскадры Южных морей покинули свои гавани в Иокогаме и Сасебо. Эти две оперативные группы взяли курс на юго-восток и отправились к плавание к Маршалловым и Марианским островам. Оба командующих эскадрой, вице-адмирал Ямая Танин и контр-адмирал Мацумура Тацуо, получили строгие инструкции от министра флота Яширо Рокуро не занимать какую-либо часть немецких территорий.
Ямая прибыл со своими тремя крейсерами и двумя эсминцами к атоллу Джалуит 29 сентября. Он проигнорировал директиву военно-морского министерства и захватил остров, не встретив никакого сопротивления со стороны Германии. Когда военно-морского министерство приказало немедленно отступить, Ямайя подчинился и отступил на 400 километров к атоллу Эниветок. Однако, похоже, что самовольная акция Ямая склонила чашу весов в пользу экспансионистской фракции флота. 3 октября генеральный штаб флота убедил военно-морского министра Ясиро отдать официальный приказ о «временной оккупации». В тот же день Ямая снова занял Джалуит. Япония, однако опалась реакции Великобритании и действовала с осторожностью — более недели после оккупации Джалуита Япония не предпринимала никаких дальнейших действий. Когда Британия не проявила какую-либо реакцию, Япония стала дальше оккупировать острова: 12 октября эскадра Ямаи захватила восточные Каролинские острова: Кусаие, Понпеи и Трук. В тот же период времени линкор Сацума Второй эскадры Южных морей вместе с двумя крейсерами взял под контроль западные Каролинские острова Яп и Палаус. Учитывая, что остров Яп, имел особое значение как центр международной кабельной сети, а также тот факт, что там недолгое время был британский крейсер, японцы решили поднять вместе с японским флагом также британский (был позже снят). 14 октября, с захватом Сайпана в архипелаге Марианских островов, оккупация была завершена.

### Сопротивление
Последний испанский губернатор Каролинских островов Эухенио Бланко предложил Германии пять тысяч обученных филиппинских добровольцев, но это предложение было отвергнуто германским министерством иностранных дел и германским военно-морским штабом. Возможно, что за предложением Бланко на самом деле стояли американские официальные лица на Филиппинах, поскольку США были сильно обеспокоены предстоящими действиями Японии в Тихом океане и искали возможность остановить продвижение японцев, не принимая в этом непосредственного участия. Бланко, похоже, был именно тем человеком, который подходил для этой цели. Однако Министерство иностранных дел Германии отказалась именно потому, что Филиппины находились под американским управлением. Было опасение, что принятие этого предложения о помощи может поставить Германию в оппозицию к нейтральным Соединенным Штатам, и поэтому предложение Бланко было отклонено.
Германская Микронезия была настолько географически удалена от метрополии, что её невозможно было защитить на основе военной логистики Германии того времени. На небольших островах Микронезии сопротивление Германии было менее возможным, чем на Самоа и в Новой Гвинее. Поскольку немецкие военные корабли уже покинули острова до прибытия японского флота, то оккупация была мирной. Сопротивление японской оккупации было минимальным.
Один из наиболее заметных случаев попытки сопротивления, хотя и кратковременной, произошёл на Понапе. Немецкий чиновник Кёлер, отвечавший за управление островом, при появлении японцев отступил вглубь острова вместе с двумя немецкими унтер-офицерами и примерно 50 бойцами местной колониальной полиции (Polizeitruppe), намереваясь организовать оборону. Эти действия задержали формальную сдачу острова на несколько дней. В конечном итоге, осознав безнадёжность положения перед превосходящими японскими силами, Кёлер сдался. Впоследствии он подвергся более суровому обращению со стороны японских оккупационных властей, чем остальные немцы. 
При высадке японского десанта на Сайпане 14 октября 1914 года возникло намерение оказать сопротивление. Местная полиция, состоявшая из чаморро и возглавляемая сержантом, была готова противостоять японцам, однако правительственный врач доктор Залекер удержал их от выступления, убедив в безнадёжности и опасности сопротивления превосходящим силам противника. В результате захват Сайпана прошёл мирно.
7 октября 1914 года германское исследовательское судно SMS Planet было затоплено у входа в гавань острова Яп с целью помешать захвату колонии японскими силами. Большая часть экипажа судна впоследствии была подобрана крейсером SMS Cormoran. Аналогично, на острове Трук при появлении японских военных кораблей экипажем был затоплен германский геодезический катер Peilboot III, чтобы предотвратить его захват. 

### Плен

#### Захват немцев
В октябре 1914 года японцы захватили 14 немецких моряков с трех разных судов: двоих с SMS Gneisenau на острове Понапе, которые находились там в отпуске по болезни; троих с Peilboot III у острова Трук и девять с исследовательского судна SMS Planet в районе Маршалловых островов. Они были отправлены в разные лагеря для военнопленных в Японии. Губернатор острова Джалуит и его семья также попали в плен, но были впоследствии освобождены как небоевые гражданские лица.

#### Захват японцев
Согласно документам, опубликованным Военно-морским министерством, 3 октября 1914 года один японских пленный был освобожден. Газета «Tokyo Asahi Shimbun» от 7 ноября 1914 года также упоминает пленных, хотя имена задержанных японцев и другие подробности неизвестны: «В результате оккупации нашим флотом Каролинских и Маршалловых островов в Южной Морях в прошлом месяце было освобождено 13 японских граждан, находившихся в плену у врага, и также было освобождено японское судно Guam Maru, находившееся в аресте».

### Итог
В отличие от осады Циндао, захват данных островов был быстрой кампанией, с очень малой оглаской и без потерь. Японцы успешно сочетали осторожную тактику с быстрыми и решительными действиями, когда появлялась возможность. Сначала они заняли Джалуит, самый удаленный от Японии микронезийский остров, где влияние Австралии было наиболее сильным. Рота, самый близкий к Японии остров, был захвачен последним. Стратегическое значение оккупации Микронезии было огромным, поскольку, обладая ими, даже численно уступающий японский флот был в состоянии перехватить и ослабить американский флот, направлявшийся на Филиппины, прежде чем вступить в последнее решающее сражение.

## Реакция других стран
Действия японцев вызвали нервную реакцию у Австралии и Новой Зеландии, которые рассчитывали сами поживиться за счёт германских колоний. Новозеландские войска успели захватить Германское Самоа до прибытия туда японцев, но японские корабли уже базировались в гавани Сува на Фиджи. Великобритания попросила Японию передать острова Австралии, которая вместе с США и Новой Зеландией выступала против японской оккупации этих островов, поскольку эти острова имели стратегическую ценность. Несмотря на обещание Японии не иметь территориальных амбиций после вступления в войну, японское правительство сообщило Великобритании 21 ноября 1914 года о своем намерении сохранить острова в качестве военных трофеев. К концу 1914 года японское и британское правительства с трудом урегулировали вопрос о захвате германских владений на Тихом океане. Чтобы избежать новых инцидентов, англичане согласились, что войска Британского содружества не будут действовать севернее экватора, а Марианские, Каролинские и Маршалловы острова останутся у японцев.
В феврале 1915 года японский 7 820-тонный крейсер «Nisshin» посетил Самоа. Японские офицеры заказали мясо у немецкого мясника и тайно передали ему письмо с анкетами, напечатанными на немецком языке. Они содержали «огромное количество вопросов, вникающих в мельчайшие детали». В них запрашивалась информация о фракциях или партиях среди самоанцев, размерах плантаций и доходах Самоа. Подобные анкеты получили и другие немецкие торговцы, и японцы предложили выплатить большие суммы денег тем, кто их заполнит. На обратном пути в начале апреля 1915 года крейсер также заходил в Рабаул и Маданг. Отношения между австралийцами, новозеландцами и Японией оставались напряженными до конца войны.

## Японская администрация
Японский военно-морской флот во время войны отвечал за управление, правосудие, образование, религию, инфраструктуру, гигиену, санитарию, сельское хозяйство и торговлю на островах. Штаб был создан в Труке. 28 декабря 1914 года оккупационные войска под названием Временные силы обороны Южных морей, были созданы под руководством бывшего командующего Второй эскадрой южных морей контр-адмирала Мацумуры Тацуо. Гарнизоны были развернуты из штаб-квартиры в Труке с его пятью военно-морскими округами: Сайпан, Палау, Понпеи, Джалуит и Яп (после 1915 года). На островах развивалась торговля и промышленность, особенно связанные с медью и фосфатами.
Контакты и любое общение между отдельными островами были строго запрещены. Практически невозможно было поддерживать связь с домом через письма. Изредка в Германию приходила почта из Микронезии, проходящая неизвестным путем. Но в обратном направлении почти ничего не доходило.

### Политика в отношении немецкого населения и других европейцев
В целом, японцы старались вести себя вежливо с немцами. Офицеры и солдаты передавали впечатление, что только англо-японский пакт о взаимопомощи заставил их «принять меры против Германии». Немецкие гражданские лица, включая врачей, торговцев, шахтеров и миссионеров, сначала были оставлены на островах, однако немецкие губернаторы и их семьи были депортированы сразу после оккупации. Немцев попросили подписать клятву, в которой они клялись, что не будут принимать участие в каких-либо вражеских действиях против Японии во время войны, при этом о союзниках Японии не упоминалось. После этого немцы были освобождены и смогли беспрепятственно вернуться в Германию с помощью американского консула через Соединенные Штаты. Правительственному врачу на Япе Людвигу Коль-Ларсену даже удалось спасти большую часть средств станции Яп, около 20 000 марок. 
Немецким миссионерам было разрешено оставаться на островах и продолжать свою религиозную деятельность под строгим наблюдением до 1919 года, если их не подозревали в заговоре против японцев. Хуже всего обращались с католическими миссионерами на островах Палау. Отцов пинали и избивали, к монахиням приставали японские солдаты. После показательного суда в конце ноября 1915 года под угрозой насилия их увезли с Палау. Причиной такого поведения японцев было то, что в церковном здании были спрятаны официальные правительственные средства. Поскольку деньги были замурованы за алтарем в церкви, японцы не смогли найти их, несмотря на долгие поиски, и они выместили свой гнев на сотрудниках миссии. В марте 1916 года были депортированы капуцины с Сайпана, и в то же время число протестантских и католических миссионеров на Труке значительно сократилось. До конца войны немецкие миссионеры оставались на Понапе и Япе, а также на некоторых более мелких островах. С особого разрешения протестанты и католики могли получать через Америку средства, в которых они остро нуждались для продолжения своей работы, а один священник Понапе даже получил разрешение на поездку в Америку с этой целью. К концу 1919 года все немецкие миссионеры были изгнаны по условию Версальского договора. В начале 1920-х годов немецкие католики были заменены испанскими иезуитами, а протестантские приверженцы были введены японскими протестантскими миссионерами из Nan'yō dendō dan (Миссия южных морей). Американские миссионеры продолжали свою работу в основном на Маршалловых островах и в Косрае.
Немецкие фирмы, такие как «Südseephosphat-Aktiengesellschaft» и «Jaluit-Gesellschaft», были вынуждены прекратить свою деятельность, а на смену им пришли японские компании. В частности, самая сильная японская фирма, «Nan'yō bōeki kaisha» (торговая фирма южных морей), пользовалась исключительным владением торговыми и судоходными правами в Микронезии. Всем немецким сотрудникам Тихоокеанской фосфатной компании пришлось покинуть Науру уже 8 ноября 1914 года. Через неделю немцы на втором фосфатном острове Микронезии, Ангауре, получили приказ собрать свои вещи и покинуть остров в течение двадцати четырех часов. Японцы смотрели, какую политику в отношении немцев проводили австралийцы на Науру, прежде чем использовать свои собственные меры против немцев. На различных островах японские командиры ранее издали указы, которые, как и германо-австралийский договор о капитуляции, давали немцам право остаться и гарантировали их частную собственность. На всех крупных островах японцы также просили немецких чиновников продолжать работать на японских предприятиях. В Ангауре эта политика была отменена. После депортации немцев из Ангаура немцам на других островах было «предложено» вернуться в Германию через Японию. Реакция на это предложение была настолько слабой, что с начала января японцы издали приказы о депортации. Они вступали в силу в разное время из-за трудностей с транспортировкой. Последние немецкие поселенцы, среди которых были и последние чиновники, были отправлены с Маршалловых островов в июне 1915 года.
Коренные жители были настолько разочарованы произошедшими изменениями, что к середине 1915 года они хотели, чтобы немцы вернулись. Когда последние немцы покидали Палау и Яп, были эмоциональные сцены. На Япе, в частности, отношения между местным населением и немногочисленными немцами, похоже, были чрезвычайно хорошими. Правительственному врачу, который пробыл на острове всего семь месяцев, подарили топор из ракушек и ожерелье и попросили вернуться после войны. Некоторых жители радовались при известиях о немецких военных подвигах в Европе.

### Политика в отношения коренного населения
Коренное население подверглось жесткой политике ассимиляции путём замены местной культуры новой, полностью японской идентичностью. К концу 1915 года начальные школы были основаны в каждом из военно-морских округов, кроме Джалуита, который открыл свою первую школу в 1916 году. Позже были открыты другие школы на более отдаленных островах. Вначале морские офицеры управляли школами с помощью матросов, японских купцов и образованных коренных жителей. Впоследствии эти специалисты были заменены гражданскими учителями из Японии. Было введено обязательное посещение школы для всех детей, и учащиеся были обязаны изучать японский язык.
Меланезийские полицейские, работавшие на островах Микронезии, столкнулись с тем, что их прежние связи и иерархия потеряли свою актуальность. Вся система, на которой была основана их работа, разрушилась, и казалось маловероятным, что она будет продолжена под другим руководством. Большинство из них были вывезены в Рабаул во время войны. На Маршалловых островах четырнадцать полицейских-солдат отказались от японского предложения продолжить работу.
Японский флот организовал поездку в Японию для жителей Микронезии, где туристические группы, называемые Nan'yō guntō tōmin kankō-dan, смогли посетить японские города, такие как Токио, Осака, Киото и Кобе. Почти все участники этой поездки были влиятельными местными жителями, такими как вожди кланов. Цель поездки заключалась в том, чтобы у жителей острова была возможность сформировать положительный образ Японии как страны, находящейся на одном уровне с Европой и США.

## Японские СМИ об оккупации
В годы, непосредственно предшествовавшие началу Первой мировой войны, ряд публикаций возродил общественный интерес к Микронезии. Особенно влиятельным среди них был бестселлер Ёсабуро Такэкоси 1910 года «Nangoku-ki». Японские издания, опубликованные во время войны, выступали за сохранение островов под контролем Японии. Еще в марте 1915 года некоторые издания, например популярный журнал «Jitsugyō no Nihon», уже обсуждали возможные инвестиции в острова, демонстрируя веру в то, что острова останутся под контролем Японии после войны. В том же номере «Jitsugyō no Nihon» было опубликовано ещё большее количество статей о возможных инвестициях в Юго-Восточную Азию, рынки которой больше не могли полностью обслуживаться их колониальными державами. Таким образом, цель доктрины Nanshin-ron сместилась с территориальной экспансии в Тихий океан на экономическую экспансию в Юго-Восточную Азию. Другие журналы, такие как «Tōkyō keizai zasshi», очень широко читаемые «Taiyō» и «Sekai bōken» обсуждали экономическую и политическую экспансию на юг, отдавая ей предпочтение перед экспансией на север. Популярные аргументы в пользу экспансии включали предполагаемое родство с микронезийским населением и цивилизаторскую миссию, которая якобы обязывала развитый японский народ помогать первобытному микронезийскому народу развиваться.

## Парижская мирная конференция
Судьба германских тихоокеанских островов была в значительной степени запоздалой мыслью, которая вызвала мало интереса у государственных деятелей, собравшихся на Парижской мирной конференции. Хотя немцы питали некоторую надежду на возврат своих тихоокеанских колоний, энергичное лоббирование со стороны Австралии, Новой Зеландии и Японии привело к сохранению статуса-кво военного времени в виде мандатов Лиги Наций.
Благодаря секретным соглашениям, заключенным в 1917 году, японские претензии на данные острова были поддержаны Великобританией, Францией, Россией и Италией. США выступили против этих претензий, поскольку это означало, что Япония может быстро перекрыть доступ США к Филиппинам и, в случае конфликта, угрожать Гуаму и Гавайям. В конце концов был достигнут компромисс. Япония получила бывшие немецкие острова к северу от экватора в качестве мандата Лиги Наций класса «C». Это позволяло управлять островами как неотъемлемой частью Японии, но запрещало строительство любых военных сооружений и укреплений. Мандат обязывал Японию работать над развитием местного населения, пока оно не станет достаточно развитым для получения независимости, хотя никогда не уточнялось, когда этот момент будет достигнут. Фактически это означало, что Япония (впрочем, как и другие владельцы мандатов) имела возможность управлять назначенными им территориями как квазиколониями.

## Последствия
В марте 1922 года управление островами японскими военно-морскими властями было заменено гражданской администрацией под названием «Nan'yō-chō» (правительство Южных морей). В это время в Палау был построен новый правительственный офис.
Во время Второй мировой войны Япония использовала Микронезию в качестве военно-морской базы и «непотопляемых авианосцев», с которых была начата атака на Перл-Харбор. Во время Тихоокеанской войны США захватили некоторые стратегически важные острова и использовали их для бомбардировки основных островов Японии.
Японская оккупация Германской Микронезии создавала определенную напряжённость в отношениях Нацистской Германией и Японской Империей. Японские правящие круги и общественность Японии рассматривали Германию как страну, проигравшую войну, и даже не думали, чтобы вернуть ей то, что у неё было отнято. Естественно, такое положение не устраивало гитлеровское правительство, которое стремилось вернуть свои позиции в Азии.